# Знак, Максим Александрович
Макси́м Алекса́ндрович Знак (бел. Максім Аляксандравіч Знак; род. 4 сентября 1981, Минск, БССР, СССР) — белорусский политический активист, адвокат и юрист. Член Координационного совета белорусской оппозиции, политический заключённый, узник совести.
6 сентября 2021 года признан виновным Минским областным судом «в заговоре, совершенном с целью захвата государственной власти неконституционным путём, создании и руководстве экстремистским формированием, а также в публичных призывах к захвату государственной власти, совершению иных действий, направленных на причинение вреда национальной безопасности Беларуси, в том числе обращенных к иностранному государству, иностранной и международной организации, совершённых с использованием СМИ и интернета». Приговорён к заключению на срок 10 лет с отбыванием наказания в исправительной колонии в условиях усиленного режима.

## Биография
Максим Знак родился 4 сентября 1981 года в Минске.
В 2004 году окончил юридический факультет Белорусского государственного университета с отличием, после этого окончил аспирантуру.
В 2006 году, после протестов по итогам выборов президента Беларуси, Максим Знак отсидел 14 суток тюрьме № 8 в Жодино.
В 2007 году основал юридическую фирму «ЮрЗнак».
В 2009 году защитил научную диссертацию на тему «Диспозитивность договорной ответственности в гражданском праве», ему была присвоена учёная степень кандидата юридических наук.
В 2013—2015 годах учился в Бизнес-школе ИПМ. С 2011 года является доцентом юридического факультета Белорусского государственного университета, где ведет курс «Хозяйственное право» в MBA Института бизнеса БГУ.
Имеет степень магистра бизнес-администрирования (Executive MBA), полученной в Университете Козьминского (Варшава, Польша).
Владеет белорусским, немецким, русским и английским языками.
Управляющий партнёр АБ «Боровцов и Салей БИС».
Автор множества публикаций в «Экономической газете», журналах «Дело», «Промышленно-торговое право», колумнист «БелГазеты».
Директор центра поддержки предпринимательства и член общественно-консультативного совета Мингорисполкома.
Эксперт, участвующий в проведении исследований Doing Business Всемирного банка и Национальный консультант ПРООН в программе содействия при вступлении Беларуси в ВТО.
Жена — Знак Надежда Михайловна, адвокат.

## Политическая деятельность

### Президентские выборы 2020
В 2020 году во время выборов президента в Беларуси стал юристом штаба кандидата в президенты Виктора Бабарико.
Во время проверки подписей Бабарико было не засчитано большинство подписей кандидата, Знак заявил что они будут бороться за каждую подпись.
14 июля 2020 года ЦИК Беларуси отказал Виктору Бабарико в регистрации, Максим Знак подал жалобу на отказ в регистрации кандидата, однако Верховный суд отказал в жалобе.

### После выборов

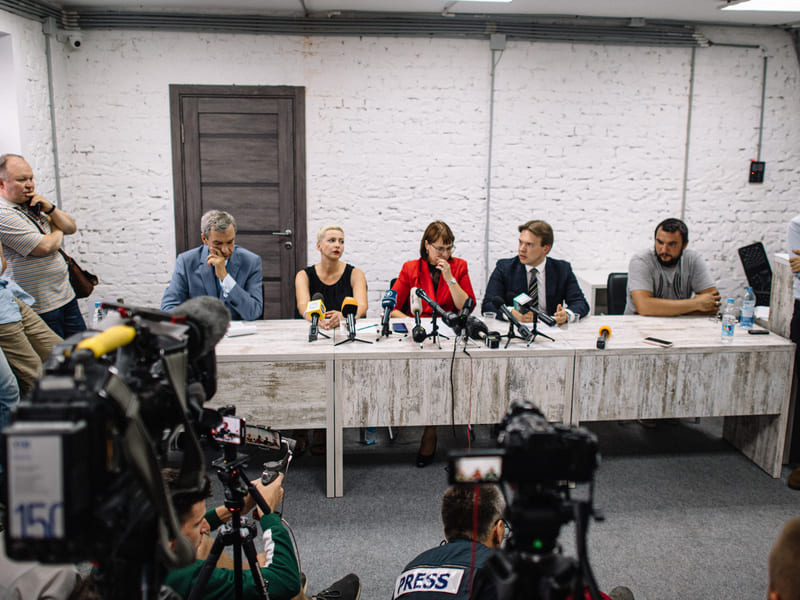
Пресс-конференция Координационного совета 18 августа 2020 года.
Максим Знак - второй справа.

15 августа началось формирование координационного совета оппозиции, где Знак совместно с Ольгой Ковальковой принимал заявки на вступление, а 18 августа вошёл в основной состав совета.
19 августа на первом заседании Координационного совета был избран Президиум, в который вошёл Знак и ещё 6 человек. 20 августа был вызван в Следственный комитет для дачи пояснений по возбуждённому уголовному делу в отношении Координационного совета.
20 августа вместе с Сергеем Дылевским, лидером забастовочного комитета МТЗ, был вызван в Следственный комитет для допроса в рамках уголовного дела, возбужденного против Координационного совета.
26 августа сопровождал Светлану Алексиевич на допросе в Следственном комитете, она отказалась давать показания и была отпущена.
31 августа Максим Знак объявил, что белорусская оппозиция готова к позитивному диалогу с властью, в том числе и насчёт конституционной реформы.
9 сентября, утром успел сообщить коллегам, что в штаб Виктора Бабарико пришли какие-то люди и после этого перестал выходить на связь . В тот же день стало известно, что Знак стал фигурантом дела о возможном «захвата власти» в Беларуси, его задержали и обвинили в «публичных призывах к захвату власти или силовой смены конституционного строя страны». Максим был взят под стражу. Предъявлено обвинение по ч. 3 ст. 361 УК РБ (призывы к действиям, направленным на причинение вреда национальной безопасности).
10 сентября 2020 года совместным заявлением двенадцати организаций, в том числе Правозащитного центра «Весна», Белорусской ассоциации журналистов, Белорусского Хельсинкского комитета, Белорусского ПЕН-центра, был признан политическим заключённым. 11 сентября 2020 года Международная организация Amnesty International признала Знака узником совести. 14 сентября шефство над политзаключённым взял Сергей Лагодинский, депутат Европейского парламента.
18 сентября объявил голодовку. По состоянию на сентябрь 2021 года находится в СИЗО-1 в Минске.
10 февраля 2021 года Максиму Знаку предъявили обвинения ещё по двум статьям УК РБ, таким как ст. 357 ч. 1 (заговор или иные действия, совершенные с целью захвата или удержания государственной власти неконституционным путем) и ст. 361−1 ч. 1 (Создание экстремистского формирования либо руководство таким формированием или входящим в него структурным подразделением).
5 мая 2021 года Максиму Знаку предъявили окончательное обвинение.

## Награды
- Премия Международной ассоциации юристов[укр.] за вклад в защиту прав человека (2021)[38]

### Видео
- Максим Знак приехал к Следственному комитету // TUT.BY. Политика. 21 августа 2020.
- Максим Знак вышел из Следственного комитета // TUT.BY. Политика. 21 августа 2020.
- Live с Максимом Знаком 07.09 // Виктор Бабарико. 7 сентября 2020.
- Максим Знак: Мария Колесникова, Антон Родненков и Иван Кравцов были похищены не известными // in time Ukraine. 7 сентября 2020.
- В Белоруссии пропал предпоследний член президиума КС оппозиции // РБК. 9 сентября 2020.
- Лукашенко пытается разгромить Координационный совет: что рассказал Максим Знак DW перед задержанием? // DW на русском. 9 сентября 2020.
- Обращение бизнес-сообщества в поддержку задержанного Максима Знака // Честные Люди. 14 сентября 2020.
- Максим Знак на заседании суда по жалобе о заключении его под стражу // TUT.BY. Политика. 18 сентября 2020.
- Супруга и адвокат Максима Знака — о его решении объявить голодовку // TUT.BY. Политика. 18 сентября 2020.
- Максим Знак. Быть собою // Виктор Бабарико. 18 сентября 2020.
- «Эта ситуация касается каждого» — защитники Максима Знака записали видеообращение // Виктор Бабарико. 24 сентября 2020.
- Макс Знак — песня «Максiм Знак» // MZ Art. 24 сентября 2020.
- Максим Знак. Бывшим юристам. Стихи // Честные Люди. 25 сентября 2020.
- Максім Знак спявае аўтарскую песню «Годнасць ды воля» // Symbal.by. 25 сентября 2020. (на белорусском)
- Лявон Вольский записал песню члена Координационного совета Максима Знака // TUT.BY. Политика. 25 сентября 2020. (на белорусском)
- Триатлонисты записали обращение в поддержку Максима Знака // TUT.BY. Политика. 29 сентября 2020.
- Калі беларуса параўналі з бульбай і гэта выклікае гонар. Верш Максіма Знака «Бульба» стаў песняй // Symbal.by. 6 октября 2020. (на белорусском)
- Любительское беговое общество в поддержку Максима Знака // Честные Люди. 16 октября 2020.